# 福原西国三十三観音霊場
福原西国三十三観音霊場（ふくはらさいごくざんじゅうさんかんのんれいじょう）は、神戸市の兵庫区・長田区を中心とした福原地区周辺に立地する札番付きの札所33カ寺に加えて番外4カ寺を含めた37カ寺を巡る霊場巡拝である。
その起源ははっきりしていないが、300年以上遡った1710年（宝永7年）に刊行された「兵庫名所記」に当時の参加寺院名とともに紹介されたのが、最も古い記録である。
その後明治維新後の廃仏毀釈により廃寺となる寺院もあり、一旦廃絶状態となるが1887年（明治20年）に廃寺を別の寺院で補い、再編成される。その後1922年（大正11年）に「神戸巡礼会」が結成され、昭和初期に訪れた札所めぐりブームにも乗って隆盛期を迎えるが、第2次世界大戦末期の神戸大空襲により多くの寺院が壊滅的な被害を受け、再び廃絶状態となる。
戦後復活したのは1972年（昭和47年）になってのことで、「福原西国霊場案内」が作成された。その後1988年（昭和63年）には絵地図を伴った霊場のリストである「福原西国三十三所観音霊場案内」が刊行され、翌1989年（平成元年）には現在も一部で販売されている専用朱印帳である「福原西国霊場宝印帳」が刊行された。
その後1995年（平成7年）の阪神・淡路大震災により、多くの寺院が倒壊するなどの被害を受け、一時的に巡礼の受け入れが難しくなる影響を受けた。また、2012年（平成24年）に放送されたNHK大河ドラマ平清盛の影響で巡拝者が増加することもあった。
現在ではあまり巡拝者の多くない霊場巡りとなっているが、加盟寺院はすべて管理する僧がおり、廃寺や無住寺は1カ寺もなく、全寺院で朱印の押印に対応している。もちろん納経関係者が少なく、連絡なしで訪問すると朱印を受けることができない可能性のある寺院もあるので、注意は必要である。
加盟寺院の宗派は多くに分かれているが、特に浄土宗・臨済宗南禅寺派・高野山真言宗が多い。臨済宗南禅寺派が多いのは、多くの寺院が一斉に臨済宗南禅寺派に移った時期があったためとされる。33番の真光寺が一遍の没した場所である関係で、関西では数の少ない時宗の寺院が3カ寺含まれているのも特徴である。
2020年8月現在でも前述の公式朱印帳が8番・11番・24番・25番札所等で手に入れることができる。さらに前述の「福原西国三十三所観音霊場案内」も9番札所の妙法寺などで現在でも販売されている。マイナーではあるが受け入れ体制は整った霊場巡りである。

## 霊場一覧
寺社名は専用納経帳の表記に合わせている。（ ）内は補足。住所はすべて神戸市。拝観料が必要な寺院は1つもない。
| 札所番号   | 注   | 寺社名              | 宗派                | 所在地            | 札所本尊     |
| ---------- | ---- | ------------------- | ------------------- | ----------------- | ------------ |
| 第一番     | ☆▲   | 薬仙寺              | 時宗                | 兵庫区 今出在家   | 十一面観音   |
| 第二番     | ☆    | 宝満寺              | 臨済宗 南禅寺派     | 長田区 東尻池町   | 聖観音       |
| 第三番     | ☆    | 海泉寺              | 臨済宗 南禅寺派     | 長田区 駒ヶ森     | 十一面観音   |
| 第四番     | ☆▲   | 藤之寺              | 浄土宗              | 兵庫区 兵庫町     | 救世観音     |
| 第五番     | ☆▲   | 満福寺              | 曹洞宗              | 長田区 海運町     | 千手観音     |
| 第六番     | ☆▲   | 浄徳寺              | 高野山真言宗        | 須磨区 北町       | 千手観音     |
| 第七番     | ▲注1 | 須磨寺 (福祥寺）    | 真言宗 須磨寺派     | 須磨区 須磨寺町   | 聖観音       |
| 第八番     | ☆▲   | 勝福寺              | 高野山 真言宗       | 須磨寺 大手町     | 聖観音       |
| 第九番     | ▲    | 妙法寺              | 高野山 真言宗       | 須磨区 妙法寺町   | 十一面観音   |
| 第十番     | ☆▲   | 禅昌寺              | 臨済宗 南禅寺派     | 須磨区 禅昌寺町   | 十一面観音   |
| 第十一番   | ☆▲■  | 常福寺              | 高野山 真言宗       | 長田区 大谷町     | 聖観音       |
| 第十二番   | ☆▲   | 妙楽寺              | 臨済宗 南禅寺派     | 長田区 池田町     | 十一面観音   |
| 第十三番   | ☆▲   | 福聚寺              | 臨済宗 南禅寺派     | 長田区 西山町     | 十一面観音   |
| 第十四番   | ☆▲   | 長福寺              | 浄土宗              | 兵庫区 熊野町     | 千手観音     |
| 第十五番   | ☆    | 願成寺              | 浄土宗              | 兵庫区 松本通     | 聖観音       |
| 第十六番   | ☆▲   | 霊山寺              | 浄土宗              | 兵庫区 石井町     | 聖観音       |
| 第十七番   | ☆▲   | 東福寺              | 浄土宗              | 兵庫区 五宮町     | 聖観音       |
| 第十八番   | ▲    | 祥福寺              | 臨済宗 妙心寺派     | 兵庫区 五宮町     | 聖観音       |
| 第十九番   | ☆▲   | 福徳寺              | 浄土宗              | 中央区 花隈町     | 十一面観音   |
| 第二十番   | ☆    | 宝地院              | 浄土宗              | 兵庫区 荒田町     | 十一面観音   |
| 第二十一番 | ▲    | 広厳寺 (楠寺）      | 臨済宗 南禅寺派     | 中央区 楠町       | 十一面観音   |
| 第二十二番 | ▲    | 八王寺              | 曹洞宗              | 兵庫区 羽坂通     | 十一面観音   |
| 第二十三番 | ☆▲   | 福海寺              | 臨済宗 南禅寺派     | 兵庫区 西柳原町   | 十一面観音   |
| 第二十四番 | ☆▲   | 福厳寺              | 臨済宗 南禅寺派     | 兵庫区 門口町     | 十一面観音   |
| 第二十五番 | ☆▲   | 満福寺              | 時宗                | 兵庫区 東柳原町   | 十一面観音   |
| 第二十六番 | ☆    | 法界寺              | 浄土宗              | 須磨区 若木町     | 千手観音     |
| 第二十七番 | ☆▲   | 極楽寺              | 浄土宗              | 兵庫区 兵庫町     | 浮舟観音     |
| 第二十八番 | ☆▲   | 恵林寺              | 臨済宗 南禅寺派     | 兵庫区 兵庫町     | 十一面観音   |
| 第二十九番 | ☆▲   | 来迎寺 (築島寺）    | 浄土宗 西山禅林寺派 | 兵庫区 島上町     | 如意輪観音   |
| 第三十番   | ☆    | 極楽寺              | 浄土宗              | 長田区 苅藻通     | 如意輪観音   |
| 第三十一番 | ☆▲■  | 金光寺              | 高野山 真言宗       | 兵庫区 西仲町     | 如意輪観音   |
| 第三十二番 | ▲    | 能福寺              | 天台宗              | 兵庫区 北逆瀬川町 | 十一面観音   |
| 第三十三番 | ▲    | 真光寺              | 時宗                | 兵庫区 松原通     | 聖観音       |
| 客番一番   | ▲    | 長福寺              | 臨済宗 南禅寺派     | 長田区 長田町     | 千手観音     |
| 客番二番   | ☆▲   | 明泉寺              | 臨済宗 南禅寺派     | 長田区 明泉寺町   | 慈乳慈母観音 |
| 客番打納   | ▲    | 阿弥陀寺            | 浄土宗              | 兵庫区 中之島     | 聖観音       |
| 客番奥の院 | ▲注2 | 天上寺 (忉利天上寺) | 摩耶山真言宗        | 灘区 摩耶山町     | 十一面観音   |

- 注の欄に☆がある寺院はいわゆる「檀家寺院」で納経関係者が数人、あるいは住職本人しかおらず、予め電話で確認をしていないと留守などで朱印の押印をしてもらえない可能性がある。
- 注の欄に▲がある寺院には参拝者用の駐車場があるか、境内に駐車可能。
- 注の欄に■がある寺院は、納経関係者が留守の時は庫裏の入り口に書き置きの朱印が置いてある。
- 注1・須磨寺の無料駐車場は寺の北側の兵庫県道21号神戸明石線（旧神明道路）沿いにある。山門付近には民間の有料駐車場がある。
- 注2・天上寺の駐車場は山門近くに市営の有料駐車場がある。